# Vincenzo Zazzaro
Vincenzo Zazzaro (Quarto, 2 gennaio 1951 – Quarto, 12 novembre 2019) è stato un calciatore italiano, di ruolo centrocampista.

## Carriera
Zazzaro ha iniziato a giocare nella squadra della sua città natale, il Quarto. Nel 1967 si è trasferito alla Puteolana, squadra di Serie D.
Due anni più tardi è stato acquistato dal Milan che lo ha aggregato alla formazione Primavera, con cui ha disputato due finali del Torneo di Viareggio, entrambe perse.
Nel 1971 è stato inserito in prima squadra da Nereo Rocco per disputare la finale di Coppa Italia contro il Torino, nella quale Zazzaro ha esordito come titolare. Nella stagione seguente ha esordito in Coppa UEFA il 14 settembre 1971 in Milan-Digenis 4-0 e in Serie A il 7 novembre 1971 a Genova contro la Sampdoria (2-0 per i rossoneri), disputando in totale 16 incontri, 11 in campionato e 5 in Coppa UEFA.
Nelle stagioni successive il Milan lo ha dato in prestito in Serie B prima al Lecco, stagione conclusasi con la retrocessione dei lombardi in Serie C, poi alla Reggina e in seguito all'Arezzo (due stagioni), concludendo tutte e tre le esperienze con la retrocessione in Serie C.
Nel 1976 è stato acquistato dalla Salernitana, in cui è rimasto per 5 anni, disputando 3 campionati di Serie C e 2 di Serie C1. Nel 1981 si è trasferito alla Turris in cui ha chiuso la carriera l'anno seguente.
In carriera ha totalizzato complessivamente 11 presenze in Serie A e 79 presenze e una rete in Serie B.
Zazzaro ha disputato anche due partite amichevoli con la Nazionale italiana Under-21 contro la Francia il 10 novembre 1971 e contro la Jugoslavia il 15 dicembre dello stesso anno.
Ha sostenuto per anni l'Enzo Zazzaro, una scuola calcio che prendeva il suo nome, nella sua cittadina natale, Quarto, chiusa nel 2012.

## Palmarès

### Club

#### Competizioni nazionali
- Coppa Italia: 1

Milan: 1971-1972